# Édifice municipal de Saint-Guillaume
L'édifice municipal de Saint-Guillaume est une mairie et une caserne de pompiers situé à Saint-Guillaume au Québec (Canada). Le bâtiment est représentatif des mairies des municipalités rurales du Québec qui regroupent souvent ces deux fonctions. Il a été cité en 1996 par la municipalité de Saint-Guillaume.

## Histoire
En 1902, le village et la paroisse de Saint-Guillaume sont séparés en deux municipalités distinctes. L'arrivée du chemin de fer du Canadien Pacifique de début du XXe siècle provoque une expansion des deux municipalités. En 1918, elles décident conjointement de remplacer l'ancienne mairie devenue trop petite. En octobre 1919, elles achètent un terrain sur la rue Saint-Jean-Baptiste, dans le village. Elles signent ensuite un contrat dans le but de partager les coûts de construction, les dépenses d'administration et d'entretien de même que les revenus de location. En novembre 1919, elle engagent Louis Caron fils pour faire les plans et devis. La construction est confiée à J.-A. Nadeau, un entrepreneur de Drummondville.
À l'origine, l'édifice avait deux tours en façade, dont l'une pour le séchage des boyaux d'incendie. Il avait aussi une balustrade et un balcon au 2e étage de la façade pour lui donner un aspect monumental. Comme pour des édifices similaires construits à la fois pour servir de caserne de pompiers et de mairie, le premier étage comprend la caserne avec de larges portes pour y loger les camions. Le second étage est une grande salle en bois servant pour les activités municipales, paroissiales et culturelles. Des panneaux rétractables permettent de diviser l'espace. Durant les années 1940, le second étage est loué comme usine de bas de nylon.
En 1969, un garage est ajouté sur le côté. En 1979, les tours sont démolies ainsi que quelques ornementations d'origine comme l'enseigne d'origine et la corniche en fer forgé. Un fronton postiche et une nouvelle enseigne sont installés en façade. L'édifice a été cité le 8 janvier 1996 comme immeuble patrimonial par la municipalité de Saint-Guillaume. Le rez-de-chaussée a été réaménagé pour comprendre les bureaux de la municipalité ainsi que la bibliothèque municipale. La caserne de pompier a été déplacée dans l'annexe de 1969. Quant à la salle municipale du second étage, elle conserve sa polyvalence d'origine.